# 朝歌街道
朝歌街道，是中华人民共和国河南省鹤壁市淇县下辖的一个街道办事处。

## 行政区划
朝歌街道下辖以下地区：
西街村、石桥村、南杨庄村、南关村、稻庄村、南门里村、阁南村、东关村、东街村、中山街村、付庄村、韦庄村、上关村、下关村、西坛村、三海村、前张近村和后张近村。

## 交通
- 京广铁路：淇县站